# Spalax antiquus
Spalax antiquus és una espècie de mamífer rosegador de la família dels espalàcids. És endèmica de Romania. Conforma un clade dins el gènere Spalax juntament amb S. istricus. Es diferencia de S. graecus, del qual anteriorment era considerada una subespècie, en una sèrie de caràcters dentals. Quedà separada de S. graecus per l'aixecament del sud-est dels Carpats.